# Kwon Chang-hoon
Kwon Chang-hoon (en coreano: 권창훈; Seúl, 30 de junio de 1994) es un futbolista surcoreano que juega de centrocampista en el Jeonbuk Hyundai Motors F. C. de la K League 1 surcoreana. Es internacional absoluto con la selección de fútbol de Corea del Sur desde 2015.

## Trayectoria
Nacido en Seúl, su primer equipo como profesional fue el Suwon Samsung Bluewings, en el que pasó además por sus categorías inferiores hasta debutar en 2013 con el primer equipo.
Debutó el 3 de abril de 2013 con el Suwon ante el Kashiwa Reysol japonés en la Champions League Asiática. Fue nombrado con el club coreano en el 11 ideal de la temporada 2015-16, motivo que le llevó a fichar por el Dijon Football Cote d'Or, equipo recién ascendido a la Ligue 1 francesa, dando así el salto a Europa.
Luego de tres temporadas en el fútbol francés, el surcoreano fichó por el SC Friburgo alemán el 28 de junio de 2019.
El 27 de mayo de 2021 la cuenta oficial de la K-League anunció su regreso a la liga a través del club que lo vio debutar, el Suwon Samsung Bluewings. Con el cambio de año este lo tuvo que ceder al Gimcheon Sangmu F. C., el equipo del servicio militar.
En enero de 2024 fichó por el Jeonbuk Hyundai Motors F. C. como agente libre.

## Selección nacional
Fue internacional con la sub-17, sub-20 y sub-23 de Corea del Sur. Con la sub-17 ganó el Campeonato Asiático de dicha categoría.
Con la absoluta fue convocado por primera vez para el Campeonato de Fútbol del Este de Asia 2015. Con la selección marcó sus dos primeros goles en un partido frente a la selección de fútbol de Laos, válido para la clasificación para la Copa Mundial de Fútbol 2018.

### Participaciones en Copas del Mundo
| Mundial                        | Sede  | Resultado        | Partidos | Goles |
| ------------------------------ | ----- | ---------------- | -------- | ----- |
| Copa Mundial de Fútbol de 2022 | Catar | Octavos de final | 1        | 0     |

## Estadísticas
Actualizado al último partido disputado el 27 de junio de 2020.
| Suwon Samsung Bluewings Corea del Sur | 1.ª           | 2013          | 8   | 0  | -  | - | 2  | 1 | 10  | 1  |
| Suwon Samsung Bluewings Corea del Sur | 1.ª           | 2014          | 20  | 1  | -  | - | -  | - | 20  | 1  |
| Suwon Samsung Bluewings Corea del Sur | 1.ª           | 2015          | 35  | 10 | -  | - | 7  | 1 | 42  | 11 |
| Suwon Samsung Bluewings Corea del Sur | 1.ª           | 2016          | 27  | 7  | 4  | 1 | 4  | 1 | 35  | 9  |
| Suwon Samsung Bluewings Corea del Sur | Total club    | Total club    | 90  | 18 | 4  | 1 | 13 | 3 | 107 | 22 |
| Dijon F. C. O. II Francia | 5.ª           | 2016-17       | 3   | 2  | -  | - | -  | - | 3   | 2  |
| Dijon F. C. O. II Francia | Total club    | Total club    | 3   | 2  | 0  | 0 | 0  | 0 | 3   | 2  |
| Dijon F. C. O. Francia | 1.ª           | 2016-17       | 8   | 0  | -  | - | -  | - | 8   | 0  |
| Dijon F. C. O. Francia | 1.ª           | 2017-18       | 34  | 11 | 2  | 0 | -  | - | 36  | 11 |
| Dijon F. C. O. Francia | 1.ª           | 2018-19       | 19  | 2  | 5  | 1 | -  | - | 24  | 3  |
| Dijon F. C. O. Francia | Total club    | Total club    | 61  | 13 | 7  | 1 | 0  | 0 | 68  | 14 |
| S. C. Friburgo · Alemania | 1.ª           | 2019-20       | 23  | 2  | 0  | 0 | -  | - | 23  | 2  |
| S. C. Friburgo · Alemania | Total club    | Total club    | 23  | 2  | 0  | 0 | 0  | 0 | 23  | 2  |
| Total carrera | Total carrera | Total carrera | 177 | 35 | 11 | 2 | 13 | 3 | 201 | 40 |
| (1) Incluye datos de la Copa FA (Korea), Copa de Francia, Copa de la Liga de Francia y los playoffs de descenso de la Ligue 1 (2018-19) (2) Incluye datos de la Liga de Campeones de la AFC |               |               |     |    |    |   |    |   |     |    |